# Simone Anzani
Simone Anzani (Como, 24 febbraio 1992) è un pallavolista italiano, centrale del Modena.

## Carriera

### Club

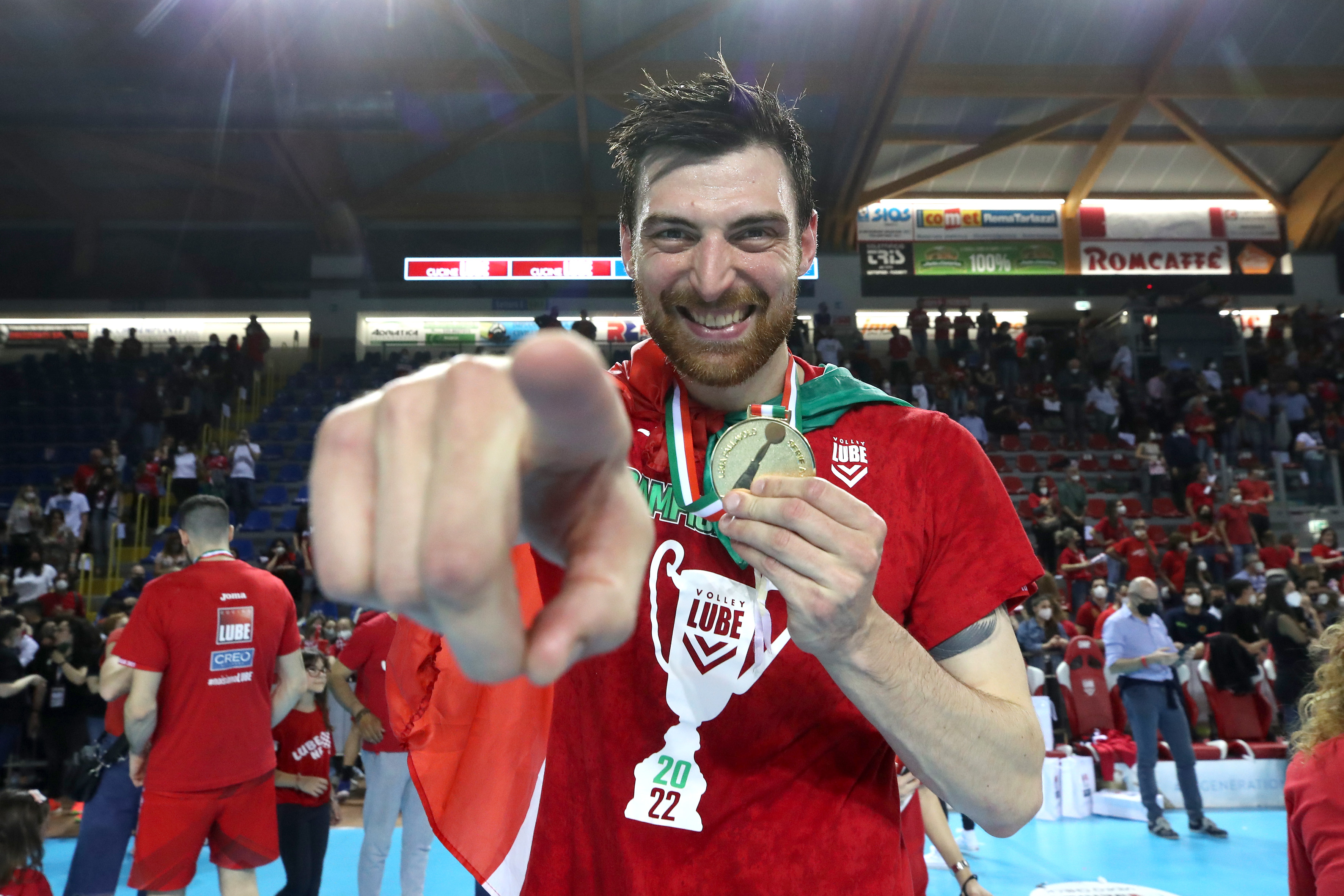
Anzani festeggia dopo la vittoria dello scudetto 2021-22

La carriera di Simone Anzani inizia nel 2008 quando entra a far parte delle giovanili del Treviso: nella stagione successiva resta nello stesso club, giocando nella formazione che disputa il campionato di Serie B2; nell'annata 2010-11 ottiene inoltre qualche convocazione in prima squadra, in Serie A1, nella stagione 2011-12 passa al Loreto, in Serie A2, mentre nella stagione seguente resta nel campionato cadetto, vestendo la maglia dell'Argos di Sora.
Nella stagione 2013-14 viene ingaggiato dal BluVolley Verona in Serie A1, con cui resta quattro annate e vince la Challenge Cup 2015-16. Per il campionato 2017-18 difende i colori della Sir Safety Perugia, conquistando la Supercoppa italiana, la Coppa Italia e lo scudetto. Nella stagione successiva si accasa al Modena, sempre in Serie A1, con cui conquista nuovamente la Supercoppa italiana.
Nella stagione 2019-20 difende invece i colori della Lube, aggiudicandosi, in cinque annate di permanenza, il campionato mondiale per club 2019, due Coppe Italia e due scudetti. Per il campionato 2024-25 torna al Modena, sempre in Superlega.

### Nazionale
Nel 2012 ottiene le prime convocazioni in nazionale, vincendo un anno dopo la medaglia d'oro ai XVII Giochi del Mediterraneo. In seguito si aggiudica la medaglia di bronzo alla World League 2014 e al campionato europeo 2015 e quella d'argento alla Coppa del Mondo 2015. Nel 2021 vince la medaglia d'oro al campionato europeo, seguita dalla conquista di un altro oro al campionato mondiale 2022, mentre nel 2025 mette al collo l'argento alla Volleyball Nations League.

## Palmarès

### Club
- Campionato italiano: 3

2017-18, 2020-21, 2021-22
- Coppa Italia: 3

2017-18, 2019-20, 2020-21
- Supercoppa italiana: 2

2017, 2018
- Campionato mondiale per club: 1

2019
- Challenge Cup: 1

2015-16

### Nazionale (competizioni minori)
- Giochi del Mediterraneo 2013

### Premi individuali
- 2018 - Superlega: Miglior centrale